# Вестфальская система международных отношений
Bестфальская система международных отношений — система международных отношений, созданная в Европе на основе Вестфальского мира как соглашения, которое подвело итоги Тридцатилетней войны, закончившейся в 1648 году.
Некоторые принципы Вестфальского мира (суверенных государств) действуют и поныне.

## Описание
В относительном выражении людские потери Европы в Тридцатилетней войне превосходили все войны прошлого. Основные потери пришлись на мирное население. Экономике региона также был нанесён колоссальный ущерб. Тридцатилетняя война наглядно продемонстрировала цену, которую приходится платить за утверждение монопольного права на историческую истину.
Чтобы не допустить подобной катастрофы, участники конгресса согласились отказаться от принципа исторического обоснования права. Стороны отказались от утверждения своей правоты в прошлом как неопровержимого доказательства своей правоты в настоящем, а также от своего исключительного права на знание верного пути в будущее. Вместо этого был принят принцип плюрализма доказательств.
Вестфальской системе присуща идея баланса сил и признание в качестве одного из ключевых «принципа национального государственного суверенитета», означающего, что на своей территории каждое государство обладает всей полнотой власти. Для нее также характерна деидеологизация как отказ считать конфессиональный фактор одним из основных факторов политики.
В новых условиях межгосударственные союзы становились более гибкими и изменчивыми. Смена партнёра по коалиции становилась нередким явлением. Суть системы сводилась к тому, чтобы не позволить какому-либо одному европейскому государству или коалиции европейских государств с помощью политических или дипломатических манёвров накопить силы, значительно превосходящие силы их вероятных противников.

## Основные принципы
Основные принципы Вестфальской системы международных отношений:
- приоритет национальных интересов;
- принцип баланса сил;
- приоритет государств — наций;
- принцип государственного суверенитета;
- право требовать невмешательства в свои дела;
- равенство прав государств;
- обязательство выполнять подписанные договоры;
- принцип действия международного права и применения дипломатии в международных отношениях (соблюдение договоров стало важнейшим элементом такой практики, а международное право и регулярная дипломатическая практика — неотъемлемым атрибутом отношений между государствами).

## Оценки
Существует несколько способов понимания Вестфальской системы:
- принципы системы являются идеалом, эталоном отношений между государствами[1];
- глобализация привела к ослаблению роли национального суверенитета, в результате действия стран, которые понимались как выражение воли народов этих стран, сменились совместными действиями тех или иных стран, а такие действия до сих пор не поддаются демократическому контролю[2].

В свою очередь, некоторые учёные-правоведы критикуют применимость вестфальской системы к управлению киберпространством. В частности, Лусине Варданян (Lusine Vardanyan) и Овсеп Кочарян (Hovsep Kocharyan), учёные-юристы из Университета Палацкого в Оломоуце, в своём научном исследовании поставили под вопрос: «[К]ак обеспечить функционирование ЕС в киберпространстве, которое считается „безграничным“? И вообще, можно ли рассматривать цифровой суверенитет ЕС как простую цифровизацию вестфальского суверенитета, а цифровое пространство — как новое измерение территории (наряду с землёй, водой и воздушным пространством)? Практика международного права показывает, что с развитием международных отношений изменяется не категория территории, а её содержательный аспект. Мы считаем, что не следует отрицать важность территории как правовой основы для осуществления суверенитета в киберпространстве, а скорее необходимо переосмыслить содержание этой категории в цифровом мире. Это особенно важно в условиях, когда ЕС ставит вопрос цифрового суверенитета в основу своей цифровой политики на политической повестке дня. (...) Однако, в отличие от других категорий территории, киберпространство имеет специфическую и многогранную природу, которая не позволяет рассматривать его через призму классического (вестфальского) понимания территории и уже существующих принципов определения такой территории.»
Согласно этой точке зрения, киберпространство отличается от других территориальных категорий тем, что оно уже не является эксклюзивным в вестфальском смысле; в формировании этого пространства значительную роль играют как государства, так и крупные технологические корпорации (такие как Google и Facebook). Эти корпорации, создавая цифровые продукты, используя cookies и программное обеспечение для сбора персональных данных и осуществляя слежку, фактически устанавливают «цифровые границы». Государства, в свою очередь, часто делегируют этим компаниям элементы правового контроля, реализуя через них части своей цифровой политики. Это описывается как порождение новых рисков и вызовов, не знакомых традиционной теории суверенитета.
Те же учёные утверждают: «Кроме того, киберпространство, в отличие от других категорий территории, уже не является эксклюзивным в вестфальском понимании, поскольку не только государства, но и крупные технологические компании (Google, Facebook и др.) превращают киберпространство в свою „общую“ территорию. Например, такие компании создают бизнес-продукты, используют cookies и программное обеспечение для сбора данных и осуществляют слежку за субъектами данных, тогда как сами государства делегируют контроль за соблюдением своих законов таким компаниям, реализуя через них свою цифровую политику. Всё это является наглядными примерами установления цифровых границ в киберпространстве, что ставит на первый план новые риски и вызовы, неизвестные традиционному (вестфальскому) пониманию суверенитета.»
В результате Лусине Варданян (Lusine Vardanyan) и Овсеп Кочарян (Hovsep Kocharyan) делают вывод о необходимости создания «цифровой вестфальской» системы для предотвращения цифровых конфликтов и продвижения глобального цифрового сотрудничества. 